# (466353) 2013 RE58
(466353) 2013 RE58 es un asteroide perteneciente al cinturón de asteroides, descubierto el 1 de septiembre de 2005 por el equipo Spacewatch desde el Observatorio Nacional de Kitt Peak (Arizona, Estados Unidos).